# Élections régionales de 2010 en Picardie
Pour un article plus général, voir Élections régionales françaises de 2010.

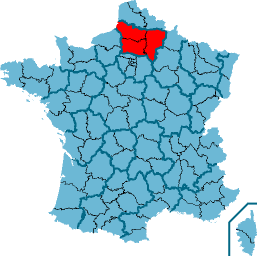
La région Picardie

Les élections régionales ont eu lieu les 14 et 21 mars 2010. La région reste à gauche, Claude Gewerc étant élu à la faveur d'une triangulaire et après ralliement de la liste EELV à la liste socialiste.

## Mode d'élection
Le mode de scrutin est fixé par le code électoral. Il précise que les conseillers régionaux sont élus tous les six ans.
Les conseillers régionaux sont élus dans chaque région au scrutin de liste à deux tours sans adjonction ni suppression de noms et sans modification de l'ordre de présentation. Chaque liste est constituée d'autant de sections qu'il y a de départements dans la région.
Si une liste a recueilli la majorité absolue des suffrages exprimés au premier tour, le quart des sièges lui est attribué. Le reste est réparti à la proportionnelle suivant la règle de la plus forte moyenne. Une liste ayant obtenu moins de 5 % des suffrages exprimés ne peut se voir attribuer un siège.
Sinon on procède à un second tour où peuvent se présenter les listes ayant obtenu 10 % des suffrages exprimés. La composition de ces listes peut être modifiée pour comprendre les candidats ayant figuré au premier tour sur d’autres listes, sous réserve que celles-ci aient obtenu au premier tour au moins 5 % des suffrages exprimés et ne se présentent pas au second tour. À l’issue du second tour, les sièges sont répartis de la même façon.
Les sièges étant attribués à chaque liste, on effectue ensuite la répartition entre les sections départementales, au prorata des voix obtenues par la liste dans chaque département.

## Résultats de 2004
La Picardie bascule à gauche à la faveur d'une triangulaire et grâce au ralliement de la liste communiste à la liste socialiste, malgré le fait qu'elle aurait pu se maintenir au second tour (seuil de 10 % atteint). Le ministre des Transports, Gilles de Robien, est largement battu.
|                | Gilles de Robien sortant Union pour la démocratie française (UMP) | 247 425   | 32,26  | 299 518   | 35,76  | 15 26,4 % |  |  |
|                | Claude Gewerc Parti socialiste                                    | 210 338   | 27,42  | 379 663   | 45,58  | 34 59,6 % |  |  |
|                | Maxime Gremetz Parti communiste français                          | 83 282    | 10,86  | 379 663   | 45,58  | 34 59,6 % |  |  |
|                | Michel Guiniot Front national                                     | 175 940   | 22,94  | 155 858   | 18,66  | 8 14,0 %  |  |  |
|                | Roland Szpirko Lutte ouvrière (LCR)                               | 49 995    | 6,52   |           |        |           |  |  |
|                |                                                                   |           |        |           |        |           |  |  |
| Inscrits       | Inscrits                                                          | 1 279 094 | 100,00 | 1 279 000 | 100,00 |           |  |  |
| Abstentions    | Abstentions                                                       | 469 432   | 36,70  | 414 253   | 32,39  |           |  |  |
| Votants        | Votants                                                           | 809 662   | 63,30  | 864 747   | 67,61  |           |  |  |
| Blancs et nuls | Blancs et nuls                                                    | 42 682    | 5,27   | 29 707    | 3,44   |           |  |  |
| Exprimés       | Exprimés                                                          | 766 980   | 94,73  | 835 040   | 96,56  |           |  |  |

## Contexte régional
Depuis 2004, la majorité régionale Picardie à gauche a connu plusieurs changements qui l'ont affaibli au cours du mandat. Quelques mois après son élection à la tête de la région, le président socialiste Claude Gewerc, ne s'entend plus avec son 1er vice-président communiste, Maxime Gremetz. Ce dernier démis de ses fonctions en décembre 2005 formera un groupe d'opposition de gauche Colère et espoir avec deux autres conseillers PCF. Les groupes socialistes et écologistes ne connaîtrons pas de changements majeurs mais la majorité passera de 34 à 29 siège à la fin du mandat.
Le groupe de droite Aimer la Picardie subit en 2007 une scission des trois élus UDF soutenant François Bayrou à l'élection présidentielle de 2007 (alors que le reste du groupe soutient Nicolas Sarkozy). Ils formeront un groupe UDF autonome qui ne survivra pas au désaccord entre Modem et Nouveau centre. Ces élus rejoindront les Non-inscrits en 2009 déjà composés de deux écologistes ayant quitté Les Verts (l'un d'eux ayant rejoint le Parti de gauche de Jean-Luc Mélenchon).
C'est aussi en 2009 que le groupe Front national se divisa en deux, à la suite de la scission de quatre conseillers (sur les huit) pour le Parti de la France fondé par Carl Lang et la formation du groupe Patrie et liberté.

### Conseil régional sortant

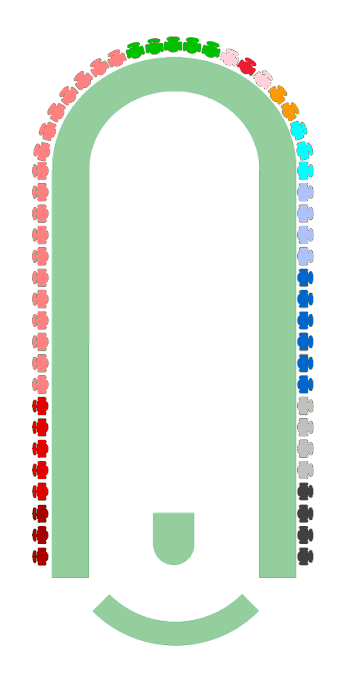
Assemblée sortante

| Parti                                  | Sigle | Sigle | Élus | Groupe                     |
| -------------------------------------- | ----- | ----- | ---- | -------------------------- |
| Majorité (29 sièges)                   |       |       |      |                            |
| Parti socialiste                       |       | PS    | 18   | Socialiste                 |
| Europe Ecologie                        |       | EE    | 5    | Verts et PRG               |
| Parti radical de gauche                |       | PRG   | 1    | Verts et PRG               |
| Parti communiste français              |       | PCF   | 5    | Communiste et Progressiste |
| Opposition de Droite (15 sièges)       |       |       |      |                            |
| Union pour un mouvement populaire      |       | UMP   | 6    | Aimer la Picardie          |
| Divers droite                          |       | DVD   | 4    | Aimer la Picardie          |
| Nouveau centre                         |       | NC    | 2    | Aimer la Picardie          |
| Opposition d'Extrême droite (8 sièges) |       |       |      |                            |
| FN                                     |       | FN    | 4    | Front national             |
| Parti de la France                     |       | PDF   | 4    | Patrie et Liberté          |
| Non inscrits (5 sièges)                |       |       |      |                            |
| Mouvement démocrate                    |       | Modem | 2    |                            |
| Nouveau centre                         |       | NC    | 1    |                            |
| Divers gauche                          |       | DVG   | 1    |                            |
| Parti de gauche                        |       | PG    | 1    |                            |
| Opposition de Gauche (3 sièges)        |       |       |      |                            |
| Colère et espoir                       |       | COM   | 3    | Communiste et Républicain  |
| Président du Conseil Régional          |       |       |      |                            |
| Claude Gewerc (Parti socialiste)       |       |       |      |                            |

## Candidats
Favorite, la gauche part divisée avec quatre listes :
- le président sortant, Claude Gewerc a formé une liste de la Gauche rassemblée unissant PS, PRG, MRC, MUP (communistes refusant la stratégie du Front de gauche) et IDG (mouvement d'anciens PCF de l'Aisne) ;
- fort de leur résultat lors des élections européennes de 2009 (10,83 % en Picardie), Les Verts décident de se présenter seuls sous l'étiquette Europe Écologie ;
- à la suite de son désaccord avec Claude Gewerc, Maxime Gremetz présente une liste Colère et espoir contre la liste socialiste en espérant atteindre les 10 % (comme en 2004) mais cette fois, pour se maintenir au 2e tour ;
- cependant il n'est pas suivi par le PCF, qui l'a exclu en 2006 et qui renouvelle sa stratégie du Front de gauche avec le PG, lancée lors des européennes de 2009 (6,01 % en Picardie), avec pour objectif les 5 % pour pouvoir fusionner au 2e tour.

À l'inverse, la droite part unie dès le 1er tour. La liste Envie de Picardie menée par Caroline Cayeux rassemble l'UMP et le NC, alliés depuis 2007, mais aussi le MPF de Philippe de Villiers et CPNT qui jusque là se présentait seul aux élections régionales. Malgré les bons résultats de la majorité présidentielle lors des élections précédentes, cette liste d'union doit faire face à l'impopularité croissante du président Sarkozy et de son gouvernement.
Le Modem de François Bayrou, mené par la conseillère sortante France Mathieu, a réussi de justesse de boucler ses listes et espère dépasser les 5 % pour peut-être fusionner avec la liste de Claude Gewerc au 2e tour.
Affaibli par ses contre-performances lors de la présidentielle de 2007, des européennes de 2009 et la scission du PDF (qui présente une liste avec le MNR), le Front national espère profiter de ces élections régionales (qui lui réussissent habituellement) pour reprendre des couleurs. Comme en 2004, Michel Goniot est la tête de liste régionale.
L'extrême-gauche part cette fois divisée entre Lutte ouvrière menée par Roland Szpirko (conseiller régional de 1998 à 2004) et le jeune NPA fondé par Olivier Besancenot, qui succède à la LCR.

### Présentation générale
- LO Lutte ouvrière : Roland Szpirko, conseiller municipal à Creil (Oise)
- NPA Tout changer, ne rien lâcher  : Sylvain Desbureaux, responsable syndical et membre du conseil politique national du NPA (NPA)
- FG Front de Gauche(PCF, PG, GU) : Thierry Aury, conseiller municipal de Beauvais, secrétaire du Comité régional du PCF en Picardie, ancien maire-adjoint de Beauvais, (Oise)
- PCF dissidents Colère et espoir : Maxime Gremetz, conseiller régional sortant, ancien vice-président du conseil régional, député de la Somme
- PS Avec la gauche rassemblée pour la Picardie : Claude Gewerc (PS), président sortant et ancien maire de Clermont (Oise).
- EÉ Europe Écologie Picardie : Christophe Porquier, ancien conseiller régional, conseiller principal d'éducation et ancien professeur de philosophie.
- MoDem  Force picarde, rassemblement centriste et écologique : France Mathieu, conseillère régionale sortante, vice-présidente de la Fédération nationale des comités régionaux de tourisme, présidente déléguée du Comité Régional du Tourisme et ancienne vice-présidente du conseil régional de 1992 à 1998
- Majorité présidentielle Envie de Picardie : Caroline Cayeux (UMP), conseillère régionale sortante, présidente du groupe d'opposition « Aimer la Picardie » depuis 2004 et maire de Beauvais (Oise).
- PDF Parti de la France : Thomas Joly, conseiller régional sortant
- FN Pour la Picardie et le peuple Français: Michel Guiniot, conseiller régional sortant, conseiller municipal de Noyon, conseiller communautaire du Pays Noyonnais, secrétaire régional du Front National en Picardie et secrétaire général du syndicat de défense des commerçants artisans

### Têtes de liste

Roland Szpirko
Sylvain Desbureaux
Thierry Aury
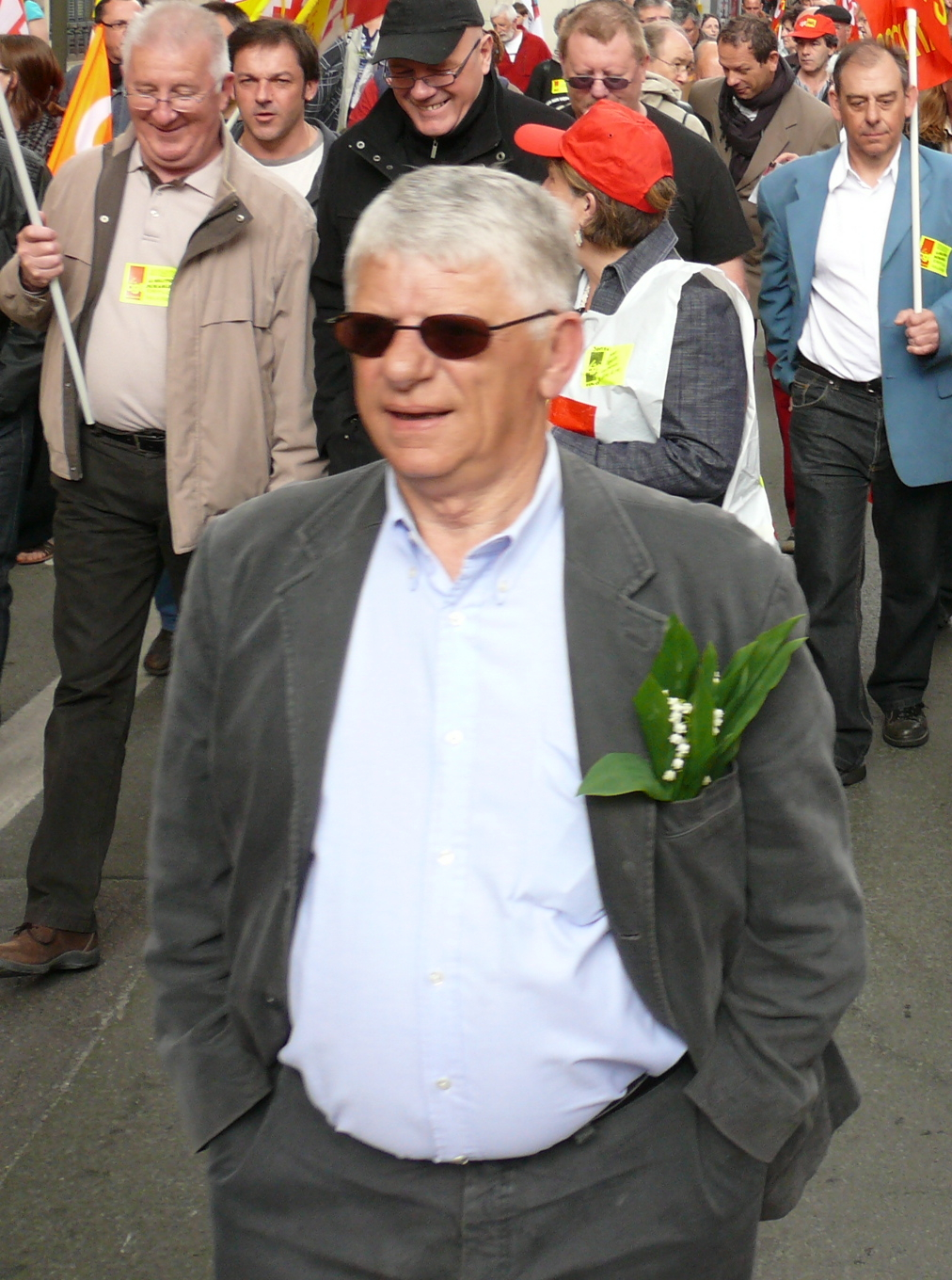
Maxime Gremetz
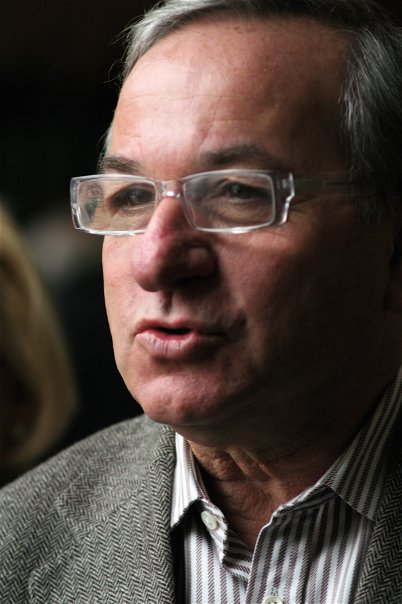
Claude Gewerc
Christophe Porquier
France Mathieu
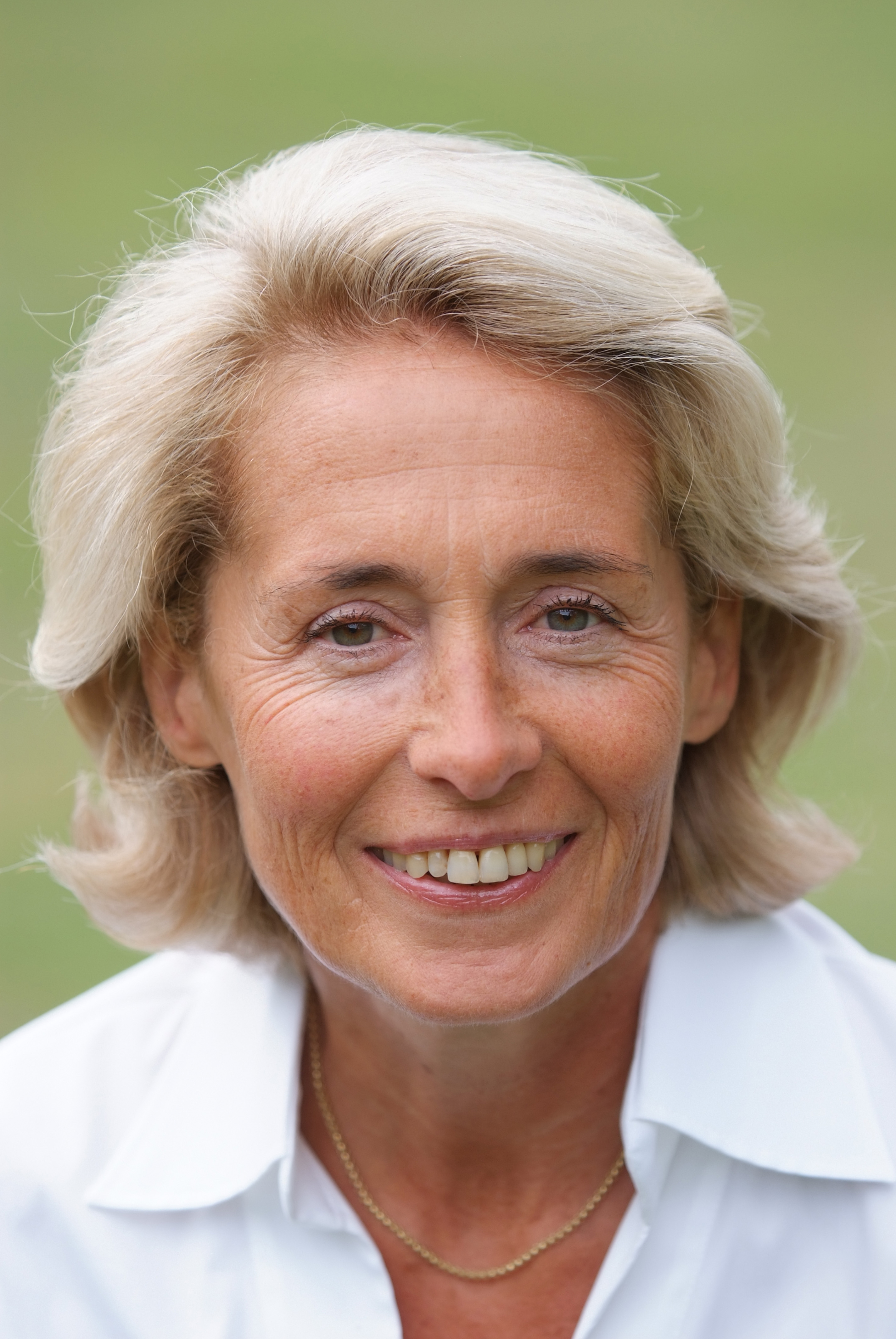
Caroline Cayeux
Thomas Joly
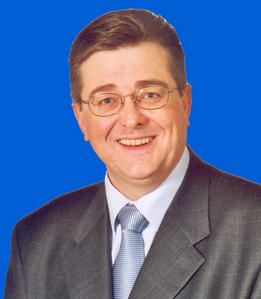
Michel Guiniot

### Listes départementales

#### 1ertour
| Listes | Listes                                 | Aisne                   | Oise                      | Somme                                 |
| ------ | -------------------------------------- | ----------------------- | ------------------------- | ------------------------------------- |
|        | Liste Szpirko (LO)                     | Anne Zanditénas         | Roland Szpirko            | Bruno Paleni                          |
|        | Liste Desbureaux (NPA)                 | Marie-Claude Laffiac    | Patrice Daniel            | Sylvain Desbureaux                    |
|        | Liste Gremetz (Colère et espoir)       | Jean-Luc Tournay (PCF)  | Jean-Paul Legrand (PCF)   | Maxime Gremetz Colère et espoir (CE)) |
|        | Liste Aury (PCF/PG)                    | Marie-Jeanne Potin (PG) | Thierry Aury (PCF)        | Colette Finet (PCF)                   |
|        | Liste Gewerc (PS)                      | Anne Ferreira           | Claude Gewerc             | Nicolas Dumont                        |
|        | Liste Porquier (EE)                    | Michèle Cahu            | François Veillerette      | Christophe Porquier                   |
|        | Liste Mathieu (MoDem)                  | Eric Delhaye            | Emmanuelle Bour-Poitrinal | France Mathieu                        |
|        | Liste Cayeux (Majorité Présidentielle) | Christophe Coulon (UMP) | Caroline Cayeux (UMP)     | Olivier Jardé (NC)                    |
|        | Liste Guiniot (FN)                     | Franck Briffaut         | Michel Guiniot            | Wallerand de Saint-Just               |
|        | Liste Joly (PDF)                       | Francis Bocquillet      | Thomas Joly               | Alexandra Meriguet                    |

#### 2etour
| Listes | Listes                                 | Aisne                   | Oise                  | Somme                   |
| ------ | -------------------------------------- | ----------------------- | --------------------- | ----------------------- |
|        | Liste Gewerc (PS)                      | Anne Ferreira           | Claude Gewerc         | Nicolas Dumont          |
|        | Liste Cayeux (Majorité Présidentielle) | Christophe Coulon (UMP) | Caroline Cayeux (UMP) | Olivier Jardé (NC)      |
|        | Liste Guiniot (FN)                     | Franck Briffaut         | Michel Guiniot        | Wallerand de Saint-Just |

## Sondages

### Intentions de vote
Avertissement : Les résultats des intentions de vote ne sont que la mesure actuelle des rapports de forces politiques. Ils ne sont en aucun cas prédictifs du résultat des prochaines élections.
La marge d'erreur de ces sondages est de 4,5 % pour 500 personnes interrogées, 3,2 % pour 1000, 2,2 % pour 2000 et 1,6 % pour 4000.
"D'après un sondage Ifop pour Le Courrier picard, diffusé mardi sur le site du journal, la liste UMP-Nouveau centre-MPF-CPNT arriverait en tête au premier tour des régionales, qui doit se dérouler dimanche prochain, 14 mars. Caroline Cayeux (UMP) a ainsi recueilli auprès des 706 personnes interrogées 29% d'intentions de vote, contre 23% pour la liste PS-PRG-MRC conduite par le socialiste Claude Gewerc. Europe écologie suivrait en troisième position, à 14% d'intentions.Toutefois, au second tour (21 mars), dans le cas d'une triangulaire avec le Front national, la liste d'alliance de gauche ressortirait gagnante, à 48% d'intentions de vote, contre 38% pour la majorité et 14% pour le FN." (Europe 1).

### Notoriété
Une étude de décembre 2009 du cabinet LH2 démontre que seulement 13 % des Picards connaissent spontanément le nom de leur président : Claude Gewerc, qui a pris la présidence régionale qu'en mars 2004.

## Résultats

### Régionaux
| Tête de liste  | Tête de liste       | Liste                                                 | Premier tour | Premier tour | Second tour | Second tour | Sièges | Sièges |
| Tête de liste  | Tête de liste       | Liste                                                 | #            | %            | #           | %           | #      | %      |
| -------------- | ------------------- | ----------------------------------------------------- | ------------ | ------------ | ----------- | ----------- | ------ | ------ |
|                | Claude Gewerc*      | PS et alliés                                          | 153 044      | 26,64        | 310 672     | 48,28       | 35     | 61,40  |
|                | Christophe Porquier | EÉ                                                    | 57 343       | 9,98         | 310 672     | 48,28       | 35     | 61,40  |
|                | Caroline Cayeux     | Majorité présidentielle                               | 149 007      | 25,94        | 208 673     | 32,43       | 14     | 24,56  |
|                | Michel Guiniot      | FN                                                    | 90 802       | 15,81        | 124 177     | 19,30       | 8      | 14,04  |
|                | Maxime Gremetz      | Colère et espoir (CE, communistes dissidents picards) | 35 643       | 6,20         |             |             |        |        |
|                | Thierry Aury        | FG - Alternatifs - PCOF - DVG                         | 30 721       | 5,35         |             |             |        |        |
|                | France Mathieu      | MoDem - AEI - Cap21                                   | 21 486       | 3,74         |             |             |        |        |
|                | Sylvain Desbureaux  | NPA                                                   | 17 269       | 3,01         |             |             |        |        |
|                | Thomas Joly         | PDF - MNR                                             | 11 624       | 2,02         |             |             |        |        |
|                | Roland Szpirko      | LO                                                    | 7 555        | 1,32         |             |             |        |        |
|                |                     |                                                       |              |              |             |             |        |        |
| Inscrits       | Inscrits            | Inscrits                                              | 1 321 513    | 100,00       | 1 321 067   | 100,00      |        |        |
| Abstention     | Abstention          | Abstention                                            | 719 286      | 54,43        | 645 218     | 48,84       |        |        |
| Votants        | Votants             | Votants                                               | 602 227      | 45,57        | 675 849     | 51,16       |        |        |
| Blancs et nuls | Blancs et nuls      | Blancs et nuls                                        | 27 733       | 4,61         | 32 327      | 4,76        |        |        |
| Exprimés       | Exprimés            | Exprimés                                              | 574 494      | 95,39        | 643 522     | 95,24       |        |        |

* liste du président sortant
Les trois listes ayant dépassé le seuil des 10 % se présentent au second tour :
- la liste conduite par Claude Gewerc fusionnée avec celle de Christophe Porquier ;
- la liste conduite par Caroline Cayeux ;
- la liste conduite par Michel Guiniot.

La Région Picardie est une des deux régions de France où la fusion, possible techniquement compte tenu des résultats du premier tour, entre la liste présentée par le Parti Socialiste et celle du Front de Gauche, n'a pas été réalisée. Les deux listes se sont rejeté la responsabilité de cet échec dans des communiqués opposés.

### Départementaux

#### Aisne
| Tête de liste  | Tête de liste        | Liste                         | Premier tour | Premier tour | Second tour | Second tour | Sièges | Sièges |
| Tête de liste  | Tête de liste        | Liste                         | #            | %            | #           | %           | #      | %      |
| -------------- | -------------------- | ----------------------------- | ------------ | ------------ | ----------- | ----------- | ------ | ------ |
|                | Anne Ferreira        | PS - PRG - MRC - IDG          | 44 646       | 28,21        | 88 525      | 49,11       | 10     | 62,5   |
|                | Michèle Cahu         | EÉ                            | 14 827       | 9,37         | 88 525      | 49,11       | 10     | 62,5   |
|                | Christophe Coulon    | Majorité présidentielle       | 38 306       | 24,20        | 55 764      | 30,93       | 4      | 25,00  |
|                | Franck Briffaut      | FN                            | 26 927       | 17,01        | 35 979      | 19,96       | 2      | 12,50  |
|                | Marie-Jeanne Potin   | FG - Alternatifs - PCOF - DVG | 9 383        | 5,93         |             |             |        |        |
|                | Jean-Luc Tournay     | Colère et espoir (CE)         | 7 064        | 4,46         |             |             |        |        |
|                | Eric Delhaye         | MoDem                         | 6 280        | 3,97         |             |             |        |        |
|                | Marie-Claude Laffiac | NPA                           | 4 994        | 3,16         |             |             |        |        |
|                | Francis Bocquillet   | PDF                           | 3 543        | 2,24         |             |             |        |        |
|                | Anne Zanditénas      | LO                            | 2 301        | 1,45         |             |             |        |        |
|                |                      |                               |              |              |             |             |        |        |
| Inscrits       | Inscrits             | Inscrits                      | 374 324      | 100,00       | 374 321     | 100,00      |        |        |
| Abstention     | Abstention           | Abstention                    | 208 271      | 55,65        | 185 796     | 49,64       |        |        |
| Votants        | Votants              | Votants                       | 165 960      | 44,35        | 188 525     | 50,36       |        |        |
| Blancs et nuls | Blancs et nuls       | Blancs et nuls                | 7 689        | 4,63         | 8 257       | 4,37        |        |        |
| Exprimés       | Exprimés             | Exprimés                      | 158 271      | 95,37        | 180 268     | 95,63       |        |        |

#### Oise
| Tête de liste  | Tête de liste             | Liste                         | Premier tour | Premier tour | Second tour | Second tour | Sièges | Sièges |
| Tête de liste  | Tête de liste             | Liste                         | #            | %            | #           | %           | #      | %      |
| -------------- | ------------------------- | ----------------------------- | ------------ | ------------ | ----------- | ----------- | ------ | ------ |
|                | Caroline Cayeux           | Majorité présidentielle       | 64 143       | 28,09        | 86 886      | 33,96       | 6      | 26,09  |
|                | Claude Gewerc             | PS - PRG - MRC - MUP          | 58 497       | 25,62        | 118 305     | 46,24       | 13     | 56,52  |
|                | François Veillerette      | EÉ                            | 26 570       | 11,63        | 118 305     | 46,24       | 13     | 56,52  |
|                | Michel Guiniot            | FN                            | 38 126       | 16,70        | 50 638      | 19,79       | 4      | 17,39  |
|                | Thierry Aury              | FG - Alternatifs - PCOF - DVG | 12 398       | 5,40         |             |             |        |        |
|                | Emmanuelle Bour-Poitrinal | MoDem                         | 8 352        | 3,66         |             |             |        |        |
|                | Jean-Paul Legrand         | Colère et espoir (CE)         | 6 304        | 2,76         |             |             |        |        |
|                | Patrice Daniel            | NPA                           | 5 920        | 2,59         |             |             |        |        |
|                | Thomas Joly               | PDF                           | 4 897        | 2,14         |             |             |        |        |
|                | Roland Szpirko            | LO                            | 3 229        | 1,41         |             |             |        |        |
|                |                           |                               |              |              |             |             |        |        |
| Inscrits       | Inscrits                  | Inscrits                      | 538 875      | 100,00       | 538 829     | 100,00      |        |        |
| Abstention     | Abstention                | Abstention                    | 301 733      | 55,92        | 272 008     | 50,48       |        |        |
| Votants        | Votants                   | Votants                       | 237 819      | 44,08        | 266 831     | 49,52       |        |        |
| Blancs et nuls | Blancs et nuls            | Blancs et nuls                | 9 453        | 3,97         | 11 012      | 4,13        |        |        |
| Exprimés       | Exprimés                  | Exprimés                      | 228 366      | 96,03        | 255 829     | 95,87       |        |        |

#### Somme
| Tête de liste  | Tête de liste           | Liste                         | Premier tour | Premier tour | Second tour | Second tour | Sièges | Sièges |
| Tête de liste  | Tête de liste           | Liste                         | #            | %            | #           | %           | #      | %      |
| -------------- | ----------------------- | ----------------------------- | ------------ | ------------ | ----------- | ----------- | ------ | ------ |
|                | Nicolas Dumont          | PS - MUP - MRC - PRG          | 49 909       | 26,56        | 103 842     | 50,06       | 12     | 66,67  |
|                | Christophe Porquier     | EÉ                            | 15 941       | 8,48         | 103 842     | 50,06       | 12     | 66,67  |
|                | Olivier Jardé           | Majorité présidentielle       | 46 563       | 24,78        | 66 023      | 31,83       | 4      | 22,22  |
|                | Wallerand de Saint-Just | FN                            | 25 749       | 13,71        | 37 560      | 18,11       | 2      | 11,11  |
|                | Maxime Gremetz          | Colère et espoir (CE)         | 22 287       | 11,86        |             |             |        |        |
|                | Colette Finet           | FG - Alternatifs - PCOF - DVG | 9 008        | 4,79         |             |             |        |        |
|                | France Mathieu          | MoDem                         | 6 860        | 3,65         |             |             |        |        |
|                | Sylvain Desbureaux      | NPA                           | 6 353        | 3,38         |             |             |        |        |
|                | Alexandra Meriguet      | PDF                           | 3 185        | 1,70         |             |             |        |        |
|                | Bruno Paleni            | LO                            | 2 025        | 1,08         |             |             |        |        |
|                |                         |                               |              |              |             |             |        |        |
| Inscrits       | Inscrits                | Inscrits                      | 408 314      | 100,00       | 407 907     | 100,00      |        |        |
| Abstention     | Abstention              | Abstention                    | 209 825      | 51,39        | 187 414     | 45,95       |        |        |
| Votants        | Votants                 | Votants                       | 198 489      | 48,61        | 220 493     | 54,05       |        |        |
| Blancs et nuls | Blancs et nuls          | Blancs et nuls                | 10 609       | 5,34         | 13 068      | 5,87        |        |        |
| Exprimés       | Exprimés                | Exprimés                      | 187 880      | 94,66        | 207 425     | 94,13       |        |        |

## Conseil régional élu

### Élus
|            |                                     | 02 | 60 | 80 | TOTAL | TOTAL                               |
|            | Parti socialiste                    | 5  | 7  | 6  | 18    | Gauche et écologistes rassemblés 35 |
|            | Europe Écologie                     | 2  | 4  | 2  | 8     | Gauche et écologistes rassemblés 35 |
|            | Parti radical de gauche             | 1  | 1  | 1  | 3     | Gauche et écologistes rassemblés 35 |
|            | Mouvement unitaire progressiste     | /  | 1  | 2  | 3     | Gauche et écologistes rassemblés 35 |
|            | Mouvement républicain et citoyen    | 1  | /  | 1  | 2     | Gauche et écologistes rassemblés 35 |
|            | Initiative démocratique de gauche   | 1  | /  | /  | 1     | Gauche et écologistes rassemblés 35 |
|            | Union pour un mouvement populaire   | 2  | 4  | 1  | 7     | Envie de Picardie 14                |
|            | Nouveau centre                      | 1  | 1  | 2  | 4     | Envie de Picardie 14                |
|            | Divers droite                       | /  | 1  | /  | 1     | Envie de Picardie 14                |
|            | Mouvement pour la France            | 1  | /  | /  | 1     | Envie de Picardie 14                |
|            | Chasse, pêche, nature et traditions | /  | /  | 1  | 1     | Envie de Picardie 14                |
|            | Front national                      | 2  | 4  | 2  | 8     | Front national 8                    |
| TOTAL ÉLUS | TOTAL ÉLUS                          | 16 | 23 | 18 | 57    | 57                                  |

### Groupes politiques

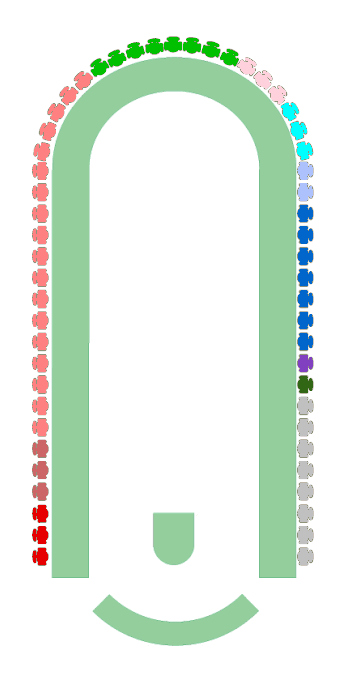
Assemblée élue par partis

| Parti                               | Sigle | Sigle | Élus | Groupe                                 |
| ----------------------------------- | ----- | ----- | ---- | -------------------------------------- |
| Majorité (35 sièges)                |       |       |      |                                        |
| Parti socialiste                    |       | PS    | 18   | Socialiste, républicain et citoyen     |
| Mouvement républicain et citoyen    |       | MRC   | 2    | Socialiste, républicain et citoyen     |
| Initiative démocratique de gauche   |       | IDG   | 1    | Socialiste, républicain et citoyen     |
| Europe Écologie                     |       | EÉ    | 8    | Europe Écologie                        |
| Mouvement unitaire progressiste     |       | MUP   | 3    | Communistes et Progressistes unitaires |
| Parti radical de gauche             |       | PRG   | 3    | Parti radical de gauche                |
| Opposition de Droite (14 sièges)    |       |       |      |                                        |
| Union pour un mouvement populaire   |       | UMP   | 7    | Envie de Picardie                      |
| Nouveau centre                      |       | NC    | 3    | Envie de Picardie                      |
| Divers droite                       |       | DVD   | 2    | Envie de Picardie                      |
| Mouvement pour la France            |       | MPF   | 1    | Envie de Picardie                      |
| Chasse, pêche, nature et traditions |       | CPNT  | 1    | Envie de Picardie                      |
| Opposition FN (8 sièges)            |       |       |      |                                        |
| Front national                      |       | FN    | 8    | Front national                         |
| Président du Conseil Régional       |       |       |      |                                        |
| Claude Gewerc (Parti socialiste)    |       |       |      |                                        |

### Élection du président du conseil régional
Comme en 2004, la liste de la gauche et des écologistes rassemblés obtient à elle seule la majorité des sièges du conseil régional et un seul tour suffit à la réélection de Claude Gewerc. À la suite de ce renouvellement, sa majorité connait quelque changement par rapport au mandat précédent. Grâce à une bonne performance au 1er tour (9,98%), les écologistes se retrouvent renforcés (8 élus contre 5 en 2004) aux dépens des communistes qui subissent la division avec Maxime Gremetz et l'échec des négociations pour le 2e tour. Seuls trois vice-présidents PCF sortants, candidats sur la liste de Claude Gewerc, ont été élus sous l'étiquette MUP, le nouveau mouvement de Robert Hue. Les radicaux de gauche renforcent leur présence à l'assemblée régionale en obtenant 3 élus (contre 1 seul en 2004), ce qui leur permet de former un groupe autonome et avoir une vice-présidence.
La droite subie la mauvaise popularité du gouvernement et perd un siège par rapport à 2004. Le FN retrouve son niveau de 8 sièges, perdu en 2009 à la suite de la scission de la moitié de ses élus rejoignant le Parti de la France.
| Candidats           | Partis   | Partis   | Premier tour | Premier tour |
| Candidats           | Partis   | Partis   | Voix         | %            |
| ------------------- | -------- | -------- | ------------ | ------------ |
| Claude Gewerc *     |          | PS       | 35           | 61,40        |
| Caroline Cayeux     |          | UMP      | 14           | 24,56        |
| Michel Guiniot      |          | FN       | 8            | 14,04        |
|                     |          |          |              |              |
| Inscrits            | Inscrits | Inscrits | 57           | 100,00       |
| Exprimés            | Exprimés | Exprimés | 57           | 100,00       |
| * président sortant |          |          |              |              |

### Exécutif
| Titulaire | Titulaire                 | Fonction             | Compétences |
| --------- | ------------------------- | -------------------- | --- |
|           | Claude Gewerc             | Président            | |
|           | Nicolas Dumont            | 1er Vice-président   | Aménagement et développement durable du territoire, grands projets et planification                            |
|           | Christophe Porquier       | 2e Vice-président    | Eco-développement, énergie-climat                                                                              |
|           | Béatrice Lejeune          | 3e Vice-présidente   | Territorialisation et développement intégré des territoires, logement, précarité énergétique                   |
|           | Anne Ferreira             | 4e Vice-présidente   | Développement économique, agriculture, recherche, innovation, enseignement supérieur, Europe, co-développement |
|           | Daniel Beurdeley          | 5e Vice-président    | Transports |
|           | Philippe Massein          | 6e Vice-président    | Finances, décentralisation                                                                                     |
|           | Laurence Rossignol        | 7e Vice-présidente   | Egalité des chances, vie associatives, jeunesse                                                                |
|           | François Veillerette      | 8e Vice-président    | Environnement, alimentation                                                                                    |
|           | Didier Cardon             | 9e Vice-président    | Emploi, démocratie économique, entreprise en difficulté, commerce, artisanat, formation professionnelle        |
|           | Sylvie Hubert             | 10e Vice-présidente  | Apprentissage                                                                                                  |
|           | Valérie Kumm              | 11e Vice-présidente  | Lycées |
|           | Alain Reuter              | 12e Vice-président   | Culture |
|           | Marie-Christine Guillemin | 13e Vice-président   | Economie sociale et solidaire, commerce équitable et circuits courts                                           |
|           | Olivier Chapuis-Roux      | 14e Vice-président   | Sports et traditions populaires                                                                                |
|           | Mireille Tiquet           | 15e Vice-présidente  | Handicap, retraite active, santé territoire                                                                    |
|           |                           |                      | |
|           | Mohamed Boulafrad         | Conseiller délégué   | Mise en œuvre du schéma des loisirs et des sports de nature                                                    |
|           | Michèle Cahu              | Conseillère déléguée | Coopération décentralisée (Bénin, Niger, Madagascar)                                                           |
|           | Annie-Claude Leuliette    | Conseillère déléguée | Côte picarde                                                                                                   |
|           | Françoise Van Hecke       | Conseillère déléguée | Jardins et tourisme                                                                                            |
|           | Michel Vignal             | Conseiller délégué   | Vie étudiante                                                                                                  |
|           | Thibaud Viguier           | Conseiller délégué   | Lycées et réseau éducation sans frontières                                                                     |